# 大墨西哥城都會區
墨西哥谷都会区（西班牙語：Zona Metropolitana del Valle de México，ZMVM），也称大墨西哥城都会区、大墨西哥城（英語：Greater Mexico City），是由墨西哥城和60个城市组成的都会区，其中一个在伊达尔戈州，其余在墨西哥州。